# Minivet cendrós
El minivet cendrós (Pericrocotus divaricatus) és una espècie d'ocell de la família dels campefàgids (Campephagidae).

## Hàbitat i distribució
Habita la selva, bosc i vegetació secundària del sud-est de Sibèria, nord-est de la Xina, nord de Corea, nord i centre del Japó a Hondo. Taiwan.